# Günther Specht
Pour les articles homonymes, voir Specht.
Günther Specht (13 novembre 1914 – 1er janvier 1945) est un pilote de chasse allemand de la Seconde Guerre mondiale, qui totalisa 34 victoires. Il reçut la Croix de chevalier de la croix de fer (Ritterkreuz des Eisernen Kreuzes), avant de disparaître en mission durant l'opération Bodenplatte.

## Biographie
Günther Specht naît le 13 novembre 1914, dans la ville prussienne de Frankenstein, en Basse-Silésie, aujourd'hui ville polonaise de Ząbkowice Śląskie. De petite stature mais passionné de pilotage, il s'engage dans la Luftwaffe qui l'affecte en 1939 au groupe III de la ZG 26, une escadre de chasseur lourd, pour prendre les commandes d'un Bf 110. Le 29 septembre de la même année, il abat ses deux premiers avions - deux Hampden de la Royal Air Force - puis le succès se confirme avec un Wellington en décembre. Mais touché au cockpit par le mitrailleur de queue, il sera obligé d'amerrir en mer du Nord. Blessé à la tête, il perdra son œil gauche. Peu découragé, il reprend le combat et met au tapis trois Spitfire un même jour de mai 1940. Son avion criblé d'obus nécessitera toutefois un atterrissage d'urgence non loin de Boulogne, où il sera très sérieusement blessé ainsi que son mitrailleur/opérateur radio. Rétabli en octobre 1941, il devient officier (Gruppenadjudant) et réintègre la ZG 26 au groupe I (identifié U8+BB). C'est à ce moment qu'il crée l'emblème de son Gruppenstab, un crayon ailé horizontale.

Peu après, le 31 octobre 1941, la Luftwaffe l'envoie dans la chasse de nuit au sein de la NJG 1 en tant qu'instructeur, pour former des pilotes au vol de nuit. Il y restera jusqu'au 31 octobre 1942, et comptera parmi ses élèves Paul Zorner, futur as de la chasse nocturne.
Günther Specht est alors rappelé au front fin 1942 à l'escadre JG 1, Staffel 10. En février 1943, dans le groupe de Walter Oesau, il y abattra son premier B-17 aux commandes d'un Focke-Wulf Fw 190.
C'est le 14 mai 1943 que le désormais Hauptmann Specht rejoint la onzième escadre de chasse, JG 11, en tant que Gruppenkommandeur du groupe II. Il remportera des victoires sur Bf 109 Gustav contre des Viermot, nom donné aux bombardiers quadrimoteurs. Durant cette même année, il se fera de plus en plus critique envers le faible armement des Bf-109, tout en remportant 17 victoires, y compris contre des chasseurs américains P-47, P-38 et P-51. En février 1944 Günther Specht, contraint par une avarie technique, crashe son Bf 109G sur l'île Ærø et s'en sort une nouvelle fois. En mars, son escadrille perd huit appareils et l'unité est arrêtée pour rééquipement. Entre-temps, Specht reçoit le 8 avril 1944 la Ritterkreuz des Eisernen Kreuzes pour ses 31 victoires avant d'être remplacé par le Major Günther Rall pendant sa formation, en vue de devenir Geschwaderkommodore. Après la blessure de Hermann Graf, le 15 mai 1944, la Luftwaffe le réaffecte d'urgence à la JG 11. En juillet, il se crashe à nouveau, très sérieusement blessé à la tête, mais reste au combat pour abattre à nouveau deux appareils pendant l'opération Market Garden de septembre, avant d'abattre deux Typhoon le même mois.

Le 1er janvier 1945, la Luftwaffe lance l'Opération Bodenplatte qui vise à reprendre l'avantage de la supériorité aérienne. La JG 11 de Günther Specht doit attaquer la base aérienne américaine d'Asch au nord de la Belgique près d'As, et ciblera également par erreur la base aérienne britannique d'Ophoven située à proximité. L'as décolle de la base de Großostheim aux commandes du Fw 190A-9 (numéro 205033) et habillé pour l'occasion de son uniforme de gala piqué de ses médailles. Il rejoint deux Ju 188 aux environs de Aschaffenbourg, puis monte à 1 500 pieds pour débuter l'attaque. Des P-47 sont déjà en l'air tandis que d'autres Mustang se préparent à décoller. Les canons antiaériens sont également actifs et toutes ces forces combinées font des ravages chez les Allemands qui subissent des pertes considérables. Le Major Günther Specht ne reviendra pas de cette mission. Ni son avion ni son corps ne sont retrouvés, il sera porté disparu aux environs de Maastricht, et recevra le grade posthume d'Oberstleutnant.

## États de service

### Unités
- III./Zerstörergeschwader (ZG) 26 - sur BF 110
- III./Nachtjagdgeschwader (NJG) 1 (31 octobre 1941 au 31 octobre 1942) - Gruppenkommandeur de l'Ergänzungsgruppe[5]
- Jagdgeschwader (JG) 1 Oesau
- II./JG 11 (mai 1943 à janvier 1945) - Gruppenkommandeur dès mai 1943 puis Geschwaderkommodore le 15 mai 1944

### Progression du rang
- Leutnant (août 1939)
- Oberleutnant (23 mai 1940)
- Hauptmann (mai 1943)
- Major (8 avril 1944)
- Oberstleutnant (1er janvier 1945)

### Décorations
Croix de fer (1939)

Ehrenpokal der Luftwaffe (23 août 1943)

Croix allemande or (25 novembre 1943)

Croix de chevalier de la Croix de fer (8 avril 1944)